# Klaus-Peter Wolf

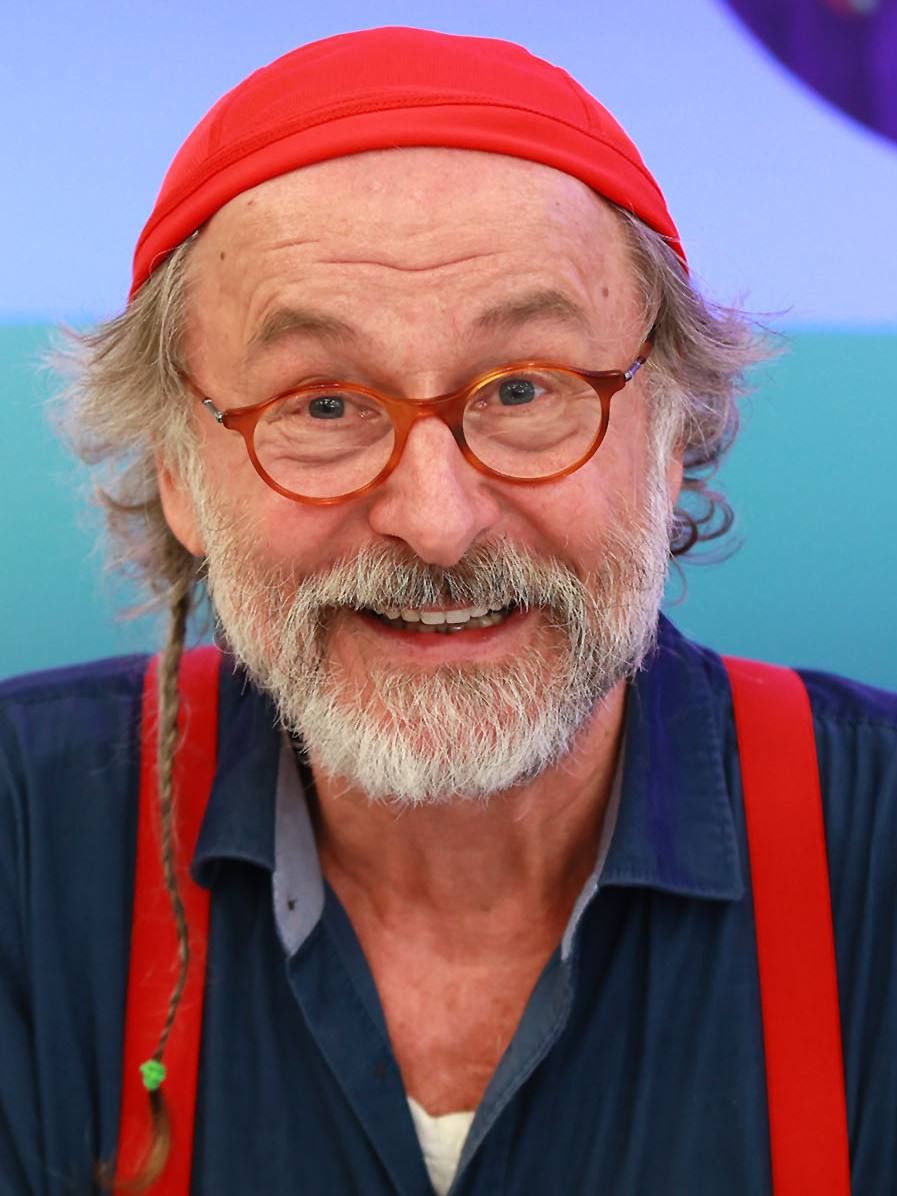
Klaus-Peter Wolf, Frankfurter Buchmesse 2022

Klaus-Peter Wolf (* 12. Januar 1954 in Gelsenkirchen) ist ein deutscher Schriftsteller, Hörbuchsprecher und Drehbuchautor. Seine Bücher wurden in 24 Sprachen übersetzt und über 13,5 Millionen Mal verkauft. Er ist der Erfinder der Ostfrieslandkrimis.

## Leben und Werk
Klaus-Peter Wolf ist das einzige Kind eines Schwimmlehrers und einer Friseurin.
Nach der Schulzeit in Gelsenkirchen arbeitete Wolf als Zivildienstleistender in einem Jugendheim der Evangelischen Kirche. Frühe Veröffentlichungen brachten ihm 1977 den Förderpreis des Landes Nordrhein-Westfalen für junge Künstlerinnen und Künstler ein. Mit Arbeitern der Firma Eurovia in Gelsenkirchen, die geschlossen werden sollte, schrieb er gemeinsam ein Stück über ihre Situation. Was nur als Straßentheater gedacht war, um den Kampf um die Arbeitsplätze zu unterstützen, wurde 1977 bei den Ruhrfestspielen aufgeführt. Die Arbeiter spielten sich dabei selbst.
1979 lebte er bei einer kriminellen Jugendbande und veröffentlichte darüber den Roman Dosenbier und Frikadellen, der ihn einem breiteren Publikum bekannt machte. Er leitete als Geschäftsführer den literarischen Verlag Helmut Braun und ging mit 2,7 Millionen DM Minus in Insolvenz. Danach gründete er eine Bürgerinitiative zur Unterstützung kurdischer Asylbewerber. Daraus entstand sein Roman Die Abschiebung oder Wer tötete Mahmut Perver? Der Roman wurde verfilmt und vom ZDF ausgestrahlt.
Während Wolf in Nicaragua zur Zeit des Contra-Kriegs beim Aufbau einer Druckerei arbeitete, erhielt er 1985 den Anne-Frank-Preis für Buch und Film Die Abschiebung. Die Erlebnisse seiner Nicaragua-Zeit verarbeitete Wolf zu einer Revue, mit der er 1985/86 auf eine Tournee ging, sowie in dem Roman Tage, die wie Wunden brennen. Anfang 1987 war er in Moskau Teilnehmer eines von Tschingis Aitmatow und Michail Gorbatschow organisierten Runden Tischs über aktuelle Fragen des Weltfriedens. Wolf gehörte zum Erneuererflügel der DKP. Nach längeren Reisen durch die Sowjetunion trat er 1986 aus der Partei aus.
1989 gründete er die Firma Hot Pants für Mädchen und Frauen, um zu Recherchezwecken zwei Jahre lang die Szene der Mädchen- und Frauenhändler in Deutschland und der Schweiz zu erkunden. Er schrieb darüber den Roman Traumfrau. Wolf ist Mitglied des PEN-Zentrum Deutschland und hat die Schirmherrschaft für den Förderverein für ein Hospiz am Meer in der Stadt Norden übernommen. Er hat fürs Fernsehen zahlreiche Psychothriller und Kriminalfilme geschrieben, u. a. für die Reihen Tatort und Polizeiruf 110. Für sein Drehbuch zum Fernsehfilm Svens Geheimnis erhielt er 1996 den Rocky Award for Best Made TV-movies (Kanada) und den Erich-Kästner-Preis (Berlin-Babelsberg), sowie 1998 den Magnolia Award Shanghai für das beste internationale Drehbuch.
Wolf lebt seit 2003 als freier Schriftsteller und Drehbuchautor in der ostfriesischen Stadt Norden. Zusammen mit seiner Lebensgefährtin Bettina Göschl und seiner Tochter produziert er CDs für Kinder, die im Jumbo-Verlag erscheinen. Gemeinsam mit Göschl schrieb er auch die Kinderkrimireihe Die Nordseedetektive.

### Engagement

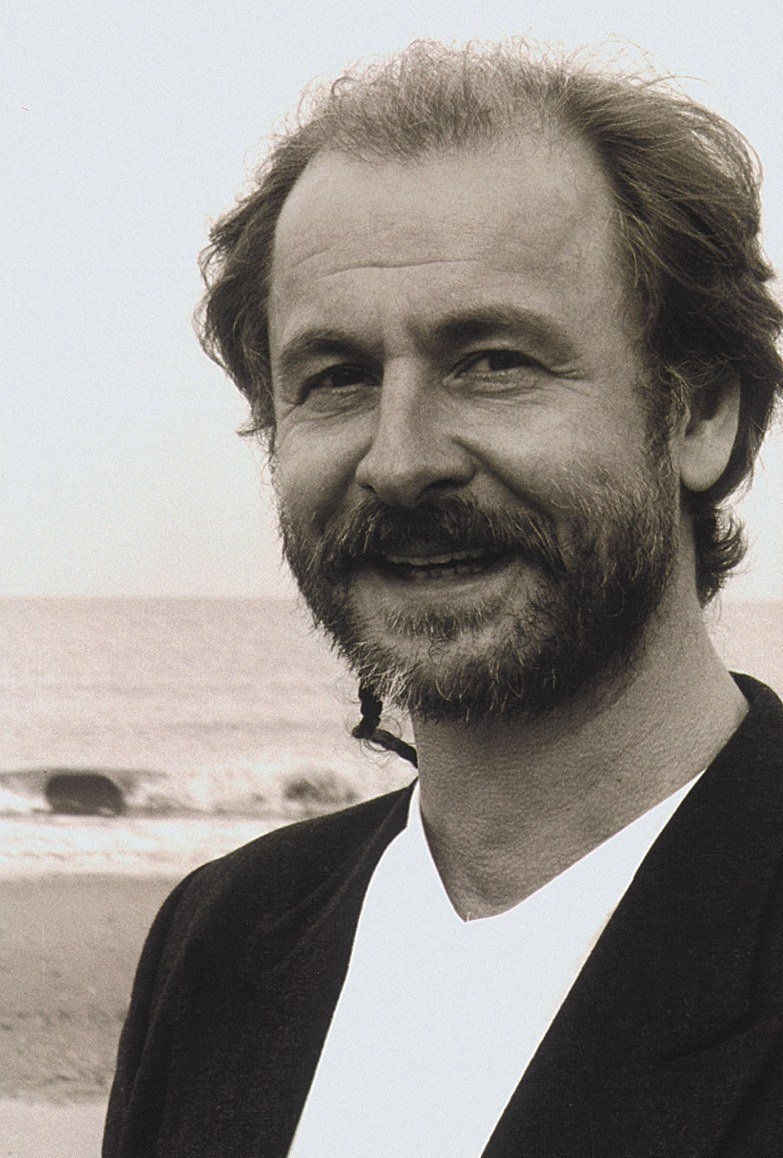
Klaus-Peter Wolf, 2007

Wolf engagiert sich als Schirmherr für den Förderverein stationäres Hospiz Norden e. V. und ist Grußbotschafter des Traumahilfe Ostfriesland e.V, der traumatisierte Kinder und Jugendliche in Ostfriesland unterstützt.

### Ostfrieslandkrimis
20 seiner Romane erreichten Platz 1 der Spiegel-Bestsellerliste für Taschenbücher und hielten sich dort über Monate. Das ZDF kaufte die Filmrechte und strahlt die Verfilmungen seit April 2017 im Rahmen der ZDF-Samstagskrimis aus.

### Theater
2005 gründete sich im Ruhrgebiet die nach Wolf benannte Theatergruppe Wolfs Reviertheater. Mit dem Duisburger Regisseur, Autor, Schauspieler und Gründer des Wolfs Reviertheaters, Michael Hoch, sind seitdem drei gemeinsame Stücke entstanden und uraufgeführt worden: eine Theateradaption des Films Ein tödliches Wochenende, das Jugenddrama Das Arche-Noah-Projekt (2012) sowie Der Seher (2014). Letzteres ist 2015 von S.Fischer, Theater & Medien, ins Verlagsprogramm aufgenommen worden.

## Auszeichnungen
- 1972: ARGUS-Literaturpreis für die beste deutsche Kurzgeschichte[16]
- 1975: Förderpreis der Stadt Gelsenkirchen[16]
- 1977: Förderpreis des Landes Nordrhein-Westfalen für Literatur[16]
- 1985: Anne-Frank-Preis[16]
- 1986: Georg-Weerth-Preis der Zeitung der DKP „Unsere Zeit“[16]
- 1996:
  - Rocky Award for best made TV-movies (Banff, Kanada)[16]
  - Erich-Kästner-Fernsehpreis der Film- und Fernsehhochschule Babelsberg[16]
- 1997
  - Goldener Spatz der Filmfestspiele Gera[16]
  - Nominierung für den Goldenen Löwen[16]
  - Deutscher Jugendvideopreis[16]
  - Kalbacher Klapperschlange[16]
- 1998: Magnolia Award Shanghai[16]
- 2007: Naturvision 2007: Bester Film im Kinderfernsehen & Publikumspreis[16]
- 2009: Silberne Ehrennadel des Friedrich-Bödecker-Kreises[16]
- 2010: Krimi-Blitz; Publikumspreis der Krimi-Couch[16]
- 2017: MIMI für Ostfriesenschwur
- 2019: Saarländischer Krimipreis „Hombuch“[17]

## Werke

### Kinderbücher
- Mein Freund Pinto. Illustrationen Horst Dieter Gölzenleuchter, Proletenpresse Wanne-Eickel, 1972.
- Das könnt ihr doch mit mir nicht machen. 1991.
- Daniel und der Piratenkapitän. 1994, ISBN 3-505-00040-X.
- Die Drachenburg. 1996.
- Das magische Holz. 1996.
- Reihe Leselöwen/Lesetiger. 8 Bände, 1993–2003 (Computer-, Drachen-, Seeräuber-, Ritter- und Pferdegeschichten)
- Der Hexer von Bottrop. 1997.
- Reihe Drei tolle Nullen. 9 Bände, 1999–2002
- Reihe Jens-Peter und der Unsichtbare. 6 Bände, 1997–1999.
- Monis Fantasiemonster. 1999.
- Tiger und Tom. 3 Bände, 1999–2002.
- Adlerfeders gefährlicher Kampf. 2002.
- Anna im Land Verkehrtherum. 2003.
- Seeungeheuer ahoi. 2003.
- Mutiger Ritter Kunibert. 2004.
- Reihe Das magische Abenteuer. 4 Bände, 2003–2004.
- Leon und die wilden Ritter. 2004.
- Achat, der Engel aus dem Abflussrohr. 2005, ISBN 3-8067-5095-5.
- Achat - Engel reisen ohne Gepäck. 2006, ISBN 3-8067-5139-0.
- Meister der blauen Blitze. 2006, ISBN 3-7607-4047-2.
- Angriff der Xuna. 2006, ISBN 3-7607-4033-2.
- Die kleinen Piraten und die abenteuerliche Seefahrt. Mit Illustrationen von Edda Skibbe. Kerle Verlag, 2007, ISBN 978-3-451-70764-3.
- Die kleinen Piraten und der Schatz des Königs. Mit Illustrationen von Edda Skibbe. Kerle Verlag, 2008, ISBN 978-3-451-70844-2.
- Der Unsichtbare. Willkommen im Chaos. Mit Illustrationen von Stephan Baumann. Jumbo Neue Medien & Verlag, 2013, ISBN 978-3-8337-3185-3.
- Der Unsichtbare. Freche Freunde. Mit Illustrationen von Stephan Baumann. Jumbo Neue Medien & Verlag, 2014, ISBN 978-3-8337-3186-0.
- Die Nordseedetektive. Das geheimnisvolle Haus am Deich. Mit Bettina Göschl. Jumbo Neue Medien & Verlag, 2015, ISBN 978-3-8337-3382-6.
- Die Nordseedetektive. Das Gespensterhotel. Mit Bettina Göschl. Jumbo Neue Medien & Verlag, 2015, ISBN 978-3-8337-3485-4.
- Die Nordseedetektive. Das rätselhafte Wal-Skelett. Mit Bettina Göschl. Jumbo Neue Medien & Verlag, 2016, ISBN 978-3-8337-3533-2.
- Die Nordseedetektive. Fahrraddieben auf der Spur. Mit Bettina Göschl. Jumbo Neue Medien & Verlag, 2016, ISBN 978-3-8337-3597-4.
- Die Nordseedetektive. Der versunkene Piratenschatz. Mit Bettina Göschl. Jumbo Neue Medien & Verlag, 2017, ISBN 978-3-8337-3683-4.
- Piratenschiffe, Piratenschätze. Mit Bettina Göschl und Wilfried Gebhard, Jumbo Neue Medien & Verlag, 2017, ISBN 978-3-8337-3790-9.
- Die Wunderzwillinge. Der unheimliche Mieter. Jumbo Neue Medien & Verlag, 2022, ISBN 978-3-8337-4429-7.
  - Hörbuch: Die Wunderzwillinge. Der unheimliche Mieter. Jumbo Neue Medien & Verlag 2022, Spielzeit ca. 90 Minuten. Gesprochen von Karl Menrad, ISBN 978-3-8337-4441-9.
- Die Wunderzwillinge. Das ganz große Ding. Jumbo Neue Medien & Verlag, 2022, ISBN 978-3-8337-4466-2.
  - Hörbuch: Die Wunderzwillinge. Das ganz große Ding. Jumbo Neue Medien & Verlag 2022, Spielzeit ca. 90 Minuten. Gesprochen von Karl Menrad, ISBN 978-3-8337-4463-1.
- Die Wunderzwillinge. Fiese Falle. Jumbo Neue Medien & Verlag 2022, ISBN 978-3-8337-4529-4.
  - Hörbuch: Die Wunderzwillinge. Fiese Falle. Jumbo Neue Medien & Verlag 2022, Spielzeit ca. 80 Minuten. gesprochen von Karl Menrad, ISBN 978-3-8337-4517-1.

### Jugendbücher
- Zoff im Jugendheim. Weltkreis Verlag, Dortmund 1979.
- Dosenbier und Frikadellen. 1979.
- Ufos in unserer Stadt. Weltkreis Verlag, Dortmund 1980.
- Speedway ist unser Leben. Weltkreis Verlag, Dortmund 1980.
- Rock 'n' Roll im Reisebus, Brösels bayerische Gespensterjagd. Weltkreis Verlag, Dortmund 1980.
- Neonfische.
- Die Abschiebung. Benziger Verlag, Zürich 1984.
- Pauline und die Asphaltpanther. 1997.
- Feuerball. 1997.
- Donnas Baby. 1999.
- Mörderisches Klassentreffen. 2001.
- Angriff der Xuna. 2006.
- Reihe Felix und die Kunst des Lügens. 4 Bände, 2006–2007.
- Licht am Ende des Tunnels. 2009.
- Nachtblauer Tod. 2013.
- Neongrüne Angst. 2013.

Treffpunkt Tatort (arsEdition):
- Der Einzelgänger. 2006.
- Sklaven und Herren. 2007.
- Die Maske. 2007.
- Die Rache. 2007.
- Die Schlange. 2008.

### Erwachsenenbücher
- Dosenbier und Frikadellen. Literarischer Verlag Braun, Köln 1979, ISBN 3-88097-121-8.
- Che. Meine Träume kennen keine Grenzen. Weltkreis-Verlag, Dortmund 1982, ISBN 3-88142-258-7.
- Die Abschiebung oder wer tötete Mahmut Perver? Benziger, Zürich/Köln 1984, ISBN 3-545-33111-3.
- Das Werden des jungen Leiters. Büchergilde Gutenberg, 1985, ISBN 3-7632-3231-1.
- Tage, die wie Wunden brennen. Weltkreis-Verlag, Dortmund 1985, ISBN 3-88142-339-7.
- Traumfrau. Verlag am Galgenberg, Hamburg 1989, ISBN 3-925387-55-2.
- Kapuzenmann. Roman. Goldmann, 1993, ISBN 3-442-42143-8.
- Vielleicht gibt's die Biscaya gar nicht. 1994.
- Samstags, wenn Krieg ist. 1994.
- Das Gen des Bösen. 1995.
- Karma-Attacke. 2001.
- Mord am Leuchtturm. 17 Kurz-Krimis, 2008.
- Mord am Deich. 13 Kurz-Krimis, 2016.
- Der Weihnachtsmannkiller – Ein Winter-Krimi aus Ostfriesland. Fischer Taschenbuch, 2023, ISBN 978-3-596-70862-8.
- Der Weihnachtsmannkiller 2 − Ein Winter-Krimi aus Ostfriesland. Fischer Taschenbuch, 2024, ISBN 978-3-596-71095-9.

#### Reihe Ann Kathrin Klaasen
- Ostfriesenkiller – Fall 1 für Ann Kathrin Klaasen. Fischer Taschenbuch, Frankfurt 2007, ISBN 978-3-596-51246-1.
- Ostfriesenblut – Fall 2 für Ann Kathrin Klaasen. Fischer Taschenbuch, Frankfurt 2008, ISBN 978-3-596-16668-8.
- Ostfriesengrab – Fall 3 für Ann Kathrin Klaasen. Fischer Taschenbuch, Frankfurt 2009, ISBN 978-3-596-51302-4.
- Ostfriesensünde – Fall 4 für Ann Kathrin Klaasen. Fischer Taschenbuch, Frankfurt 2010, ISBN 978-3-596-18050-9.
- Todesbrut. 2010.
- Ostfriesenfalle – Fall 5 für Ann Kathrin Klaasen. Fischer Taschenbuch, Frankfurt 2011, ISBN 978-3-596-18083-7.
- Ostfriesenangst – Fall 6 für Ann Kathrin Klaasen. Fischer Taschenbuch, Frankfurt 2012, ISBN 978-3-596-19041-6.
- Ostfriesenmoor – Fall 7 für Ann Kathrin Klaasen. Fischer Taschenbuch, Frankfurt 2013, ISBN 978-3-596-51306-2.
- Ostfriesenfeuer – Fall 8 für Ann Kathrin Klaasen. Fischer Taschenbuch, Frankfurt 2014, ISBN 978-3-596-19043-0.
- Ostfriesenwut – Fall 9 für Ann Kathrin Klaasen. Fischer Taschenbuch, 2015, ISBN 978-3-596-19726-2.
- Ostfriesenschwur – Fall 10 für Ann Kathrin Klaasen. Fischer Taschenbuch, 2016, ISBN 978-3-596-19727-9.
- Ostfriesentod – Fall 11 für Ann Kathrin Klaasen. Fischer Taschenbuch, 2017, ISBN 978-3-596-03633-2.
- Ostfriesenfluch – Fall 12 für Ann Kathrin Klaasen. Fischer Taschenbuch, 2018, ISBN 978-3-596-03634-9.
- Ostfriesennacht – Fall 13 für Ann Kathrin Klaasen. Fischer Taschenbuch, 2019, ISBN 978-3-596-29921-8.
- Ostfriesenhölle – Fall 14 für Ann Kathrin Klaasen. Fischer Taschenbuch, 2020, ISBN 978-3-596-29928-7.
- Ostfriesenzorn – Fall 15 für Ann Kathrin Klaasen. Fischer Taschenbuch, 2021, ISBN 978-3-596-70008-0.
- Ostfriesensturm – Fall 16 für Ann Kathrin Klaasen. Fischer Taschenbuch, 2022, ISBN 978-3-596-70003-5.
- Ostfriesengier − Der neue Fall für Ann Kathrin Klaasen. Band 17, Fischer Taschenbuch, 2023
  - Hörbuch: Ostfriesengier − Der siebzehnte Fall für Ann Kathrin Klaasen. ungekürzte Autorenlesung, Goyalit, 2023, ISBN 978-3-8337-4546-1.
- Ostfriesenhass. Der neue Fall für Ann Kathrin Klaasen. Band 18, Fischer Taschenbuch, Frankfurt am Main 2024, ISBN 978-3-596-70863-5.
- Ostfriesennebel. Der neue Fall für Ann Kathrin Klaasen. Band 19, Fischer Taschenbuch, Frankfurt am Main 2025, ISBN 978-3-596-72021-7.

#### Reihe Dr. Bernhard Sommerfeldt
- Totenstille im Watt. Fischer Taschenbuch, 2017, ISBN 978-3-596-29764-1.
- Totentanz am Strand. Fischer Taschenbuch 2018, ISBN 978-3-596-29919-5.
- Todesspiel im Hafen. Fischer Taschenbuch 2019, ISBN 978-3-596-29920-1.

#### Reihe Rupert undercover
- Rupert undercover – Ostfriesische Mission. Fischer Taschenbuch 2020, ISBN 978-3-596-70006-6.
- Rupert undercover – Ostfriesische Jagd. Fischer Taschenbuch, 2021, ISBN 978-3-596-70007-3.
- Rupert undercover – Ostfriesisches Finale. Fischer Taschenbuch, 2022, ISBN 978-3-596-70617-4.

#### Reihe Ein mörderisches Paar
- Ein mörderisches Paar – Das Versprechen. Fischer Taschenbuch, 2023, ISBN 978-3-596-70755-3.
- Ein mörderisches Paar – Der Verdacht. Fischer Taschenbuch, 2024, ISBN 978-3-596-70864-2.
- Ein mörderisches Paar – Der Sturz. Fischer Taschenbuch, 2025, ISBN 978-3-596-71080-5.

### Filmografie (Auswahl)
- 1984: Die Abschiebung – Regie: Marianne Lüdcke (TV)
- 1993: Sportarzt Conny Knipper: Giganten – Regie: Stefan Lukschy (TV)
- 1994: Sportarzt Conny Knipper: Glühende Kohlen – Regie: Kaspar Heidelbach (TV)
- 1994: Polizeiruf 110: Samstags, wenn Krieg ist – Regie: Roland Suso Richter (TV)
- 1994: Air Albatros – Regie: Michael von Mossner (TV)
- 1995: Svens Geheimnis – Regie: Roland Suso Richter (TV)
- 1996: Polizeiruf 110: Kleine Dealer, große Träume – Regie: Urs Odermatt (TV)
- 1997: Polizeiruf 110: Im Netz der Spinne – Regie: Erwin Keusch (TV)
- 1997: Polizeiruf 110: Feuer! – Regie: Maria Knilli (TV)
- 1998: Polizeiruf 110: Hetzjagd – Regie: Ute Wieland (TV)
- 1999: Ein tödliches Wochenende – Regie: Thorsten C. Fischer (TV)
- 2000: Das schwangere Mädchen – Regie: Christoph Stark (TV)
- 2002: Weil ich gut bin – Regie: Miguel Alexandre (TV)
- 2004: Tatort: Abgezockt – Regie: Christoph Stark (TV)
- 2004: Tatort: Janus – Regie: Klaus Gietinger (TV)
- 2008: Sklaven und Herren – Regie: Stefan Kornatz (TV)

### CDs und Musikkassetten
- Ritterfest und Drachentanz, Lieder und Geschichten von Rittern, Drachen und Seeungeheuern 2004
- Indianerfeder und Büffeltanz, Lieder und Geschichten von Indianern, Regenmachern, Büffeln und kleinen Wölfen 2005
- Gespensternacht und Monsterspuk, Lieder und Geschichten für Geisterstunden und Gänsehaut 2005
- Piraten-Jenny und Käpt’n Rotbart (2006)
- Ponyspaß und Reiterglück (2007)
- Adventsgeflüster und Weihnachtszauber (2007)
- Dinospuk und Saurierflug (2008)
- Geisterspuk zur Mitternacht, Geschichten für kleine Gespenster (2016)
- Piratenschiffe, Piratenschätze (2017)